# Борщев, Владимир Борисович
Влади́мир Бори́сович Бо́рщев (род. 9 декабря 1935, Воронеж) — математик, лингвист, доктор физико-математических наук.

## Биография
Родился 9 декабря 1935 г. в городе Воронеж. Учился на Радиотехническом факультете Казанского Авиационного Института (КАИ) на специальности «Авиационная радиотехника».
В 1959 г. окончил институт. На последнем курсе был включен во вновь созданную группу по вычислительной технике. Дипломную работу выполнял в Лаборатории электромоделирования ВИНИТИ
С 1959 по 1963 гг. учился в аспирантуре ВИНИТИ.
В 1962 г. поступил на работу в отдел № 15 механизации и автоматизации информационных работ (ОМАИР) ВИНИТИ, созданный на основе Лаборатории электромоделирования ВИНИТИ, которым заведовал Ю. А. Шрейдер. Работал в этом отделе последовательно на должностях инженер-конструктора, старшего конструктора, старшего инженера, младшего, старшего и ведущего научного сотрудника. В ОМАИР Борщев работал с такими учеными как Феликс Рохлин, Максим Хомяков, Александра Раскина и другими.
В 1967 г. защитил кандидатскую диссертацию «Методы формального описания процедур обработки текстов на естественных языках» под руководством Ю. А. Шрейдера.
В 1992 г. защитил докторскую диссертацию «Семантика языков логического программирования и абстрактная машина для их реализации».

## Научная деятельность
Вклад в науку включает широкий спектр исследований в области искусственного интеллекта, лингвистики, логики и математики. В конце 60-х и начале 70-х в соавторстве с М. В. Хомяковым обобщил идею Шрейдера об окрестных моделях языка и развил её в несколько ином направлении — в рамках логико-алгебраической (а не топологической) парадигмы. Ученые предложили рассматривать язык как множество 10 конечных моделей в некоторой сигнатуре, а грамматику — как множество аксиом, описывающих это множество моделей, т.е предложили использовать теоретико-модельный подход для описания синтаксиса.

## Преподавательская деятельность
В 60-е и 70-е годы на полставки в МГПИЯ (теперь Московский государственный лингвистический университет) и потом в ИПКИРе (Институт Повышения Квалификации Информационных Работников).
Читал курсы и миникурсы лекций для аспирантов в Санкт-Петербурге, Казани, Дубне, а также в Голландии, Дании, Бразилии и Германии,Чехии, Грузии и США (часто вместе с Барбарой Парти - своей второй женой).

## Публикации
Опубликовал свыше 90 научных работ. Две большие статьи, связанные по тематике («Итоги науки и техники», «Вычислительные науки») являются, по сути дела научной монографией. Они были основой докторской диссертации. Кроме того написаны два учебных пособия .

## Основные темы работ
- Теоретическая информатика (в частности, Формальные грамматики, Базы данных, Логическое программирование и Модели параллельных вычислений)
- Лингвистика (в частности, Model-Theoretic Syntax и Теоретическая семантика)
- Теоретические проблемы информатики

## Основные работы

### Научные статьи
- Борщев В. Б., Хомяков М. В. Окрестностные грамматики и перевод. // НТИ. 1970. Серия 2. № 3. С. 39-44.
- Борщев В. Б., Хомяков М. В. Аксиоматический подход к описанию формальных языков // Математическая лингвистика / Под ред. С. К. Шаумяна. М.: Наука, 1973. С. 5-47.
- Борщев В. Б., Хомяков М. В. Окрестностные переводы // Математическая лингвистика / Под ред. С. К. Шаумяна. М.: Наука, 1973. С. 48-62.
- В. Б. Борщев (1989), Вегетативная машина, Программирование, № 6, 1989, 16-28.
- В. Б. Борщев и Л. В. Кнорина (1990), Типы реалий и их языковое восприятие. В сб. «Вопросы кибернетики. Язык логики и логика языка» Под ред. Вяч. Вс. Иванова, Москва, 106—134.
- Borschev, Vladimir (1992), Properties of algorithmic operators, Lecture Notes in Computer Science, vol.592, 66-78.
- В. Б. Борщев (1992), Семантика языков логического программирования и абстрактная машина для их реализации. Москва, ВИНИТИ, 1-47.
- В. Б. Борщев (1994), Формальный язык как часть естественного, НТИ, Серия 2, № 9, 1994, 27-31.
- В. Б. Борщев (1994), Алгебраическая природа унификации, Семиотика и информатика, вып. 34, 1995, 185—204.
- Бениаминов Е. М., Борщев В. Б. Категорное описание асинхронных параллельных вычислений. Программирование. № 6, 1996, 4-11.
- В. Б. Борщев (1996), Естественный язык как наивная математка для описания наивной картины мира, Московский Лингвистический Альманах, 203—225.
- В. Б. Борщев (1996), Язык и схемы, НТИ, Серия 2, № 11,1998, 1-5.
- Борщев В. Б. (2004) Язык анатомии и анатомия языка (о диалоговой системе по анатомии В. Хэйгамена). Часть I. Мир анатомии, задачи системы и структуры данных. НТИ, Серия 2, 2004, № 5, 20-34
- Partee, Barbara H. and Vladimir Borschev. 2003. Genitives, relational nouns, and argument-modifier ambiguity. In E. Lang C. Maienborn, C. Fabricius-Hansen (eds.), Modifying Adjuncts. (Series: Interface Explorations). Berlin: Mouton de Gruyter, 67-112.
- Partee, Barbara H., and Vladimir Borschev (2002). Genitive of negation and scope of negation in Russian existential sentences. In Annual Workshop on Formal Approaches to Slavic Linguistics: the Second Ann Arbor Meeting 2001 (FASL 10), ed. Jindrich Toman, 181—210.
- Partee, Barbara H. and Vladimir Borschev. 2002. Existential sentences, BE, and the Genitive of Negation in Russian. Invited lecture presented at Existence: Semantics and Syntax, September 26-28, Nancy, France.
- Borschev, Vladimir and Barbara H. Partee. 2001. Genitive modifiers, sorts, and metonymy. Nordic Journal of Linguistics 24/2: 140—160.

### Учебные пособия
- Математическая логика. Базы данных. (Математические методы в теории научно-технической информации. Часть II). Институт повышения квалификации информационных работников (ИПКИР), Москва, 1979, 50с.
- Реляционные базы данных (Информационное обеспечение АСНТИ. Часть 2) Институт повышения квалификации информационных работников (ИПКИР), Москва, 1982, 48с.

## Семья
Первая жена -  Кнорина Лидия Владимировна (20.08.1944 – 4.06.1994), дочь литератора Владимира Барласа и биолога Мирры Аспиз. В 1967 г. окончила отделение структурной и прикладной лингвистики филологического факультета МГУ. В 1978 защитила кандидатскую диссертацию (МГУ, научный руководитель – А.А.Зализняк). Работала во ВНТИЦентре, ВИНИТИ РАН (АН СССР), Институте востоковедения РАН. Преподавала библейский иврит на филологическом и философском факультетах МГУ и в Еврейском университете. Автор более 40 научных работ, часть которых вошла в посмертный сборник избранных статей «Грамматика, семантика, стилистика» (1996, Институт Русского языка РАН). В 1994 в издательстве «Гуманитарный фонд» вышел подготовленный ею незадолго до смерти сборник «Стихи и песни».
Вторая жена - Барбара Парти.